# Програматор

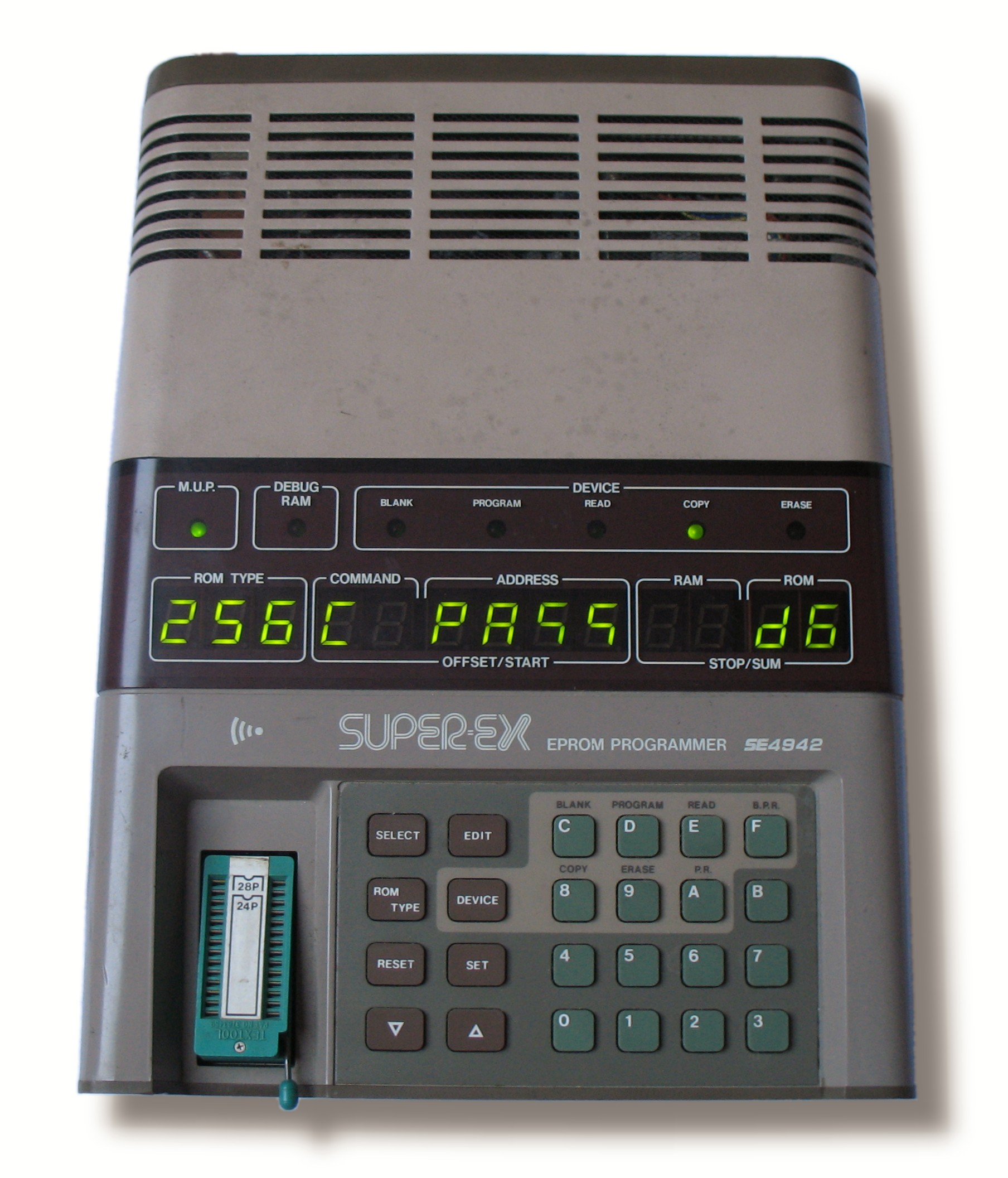
Універсальний програматор

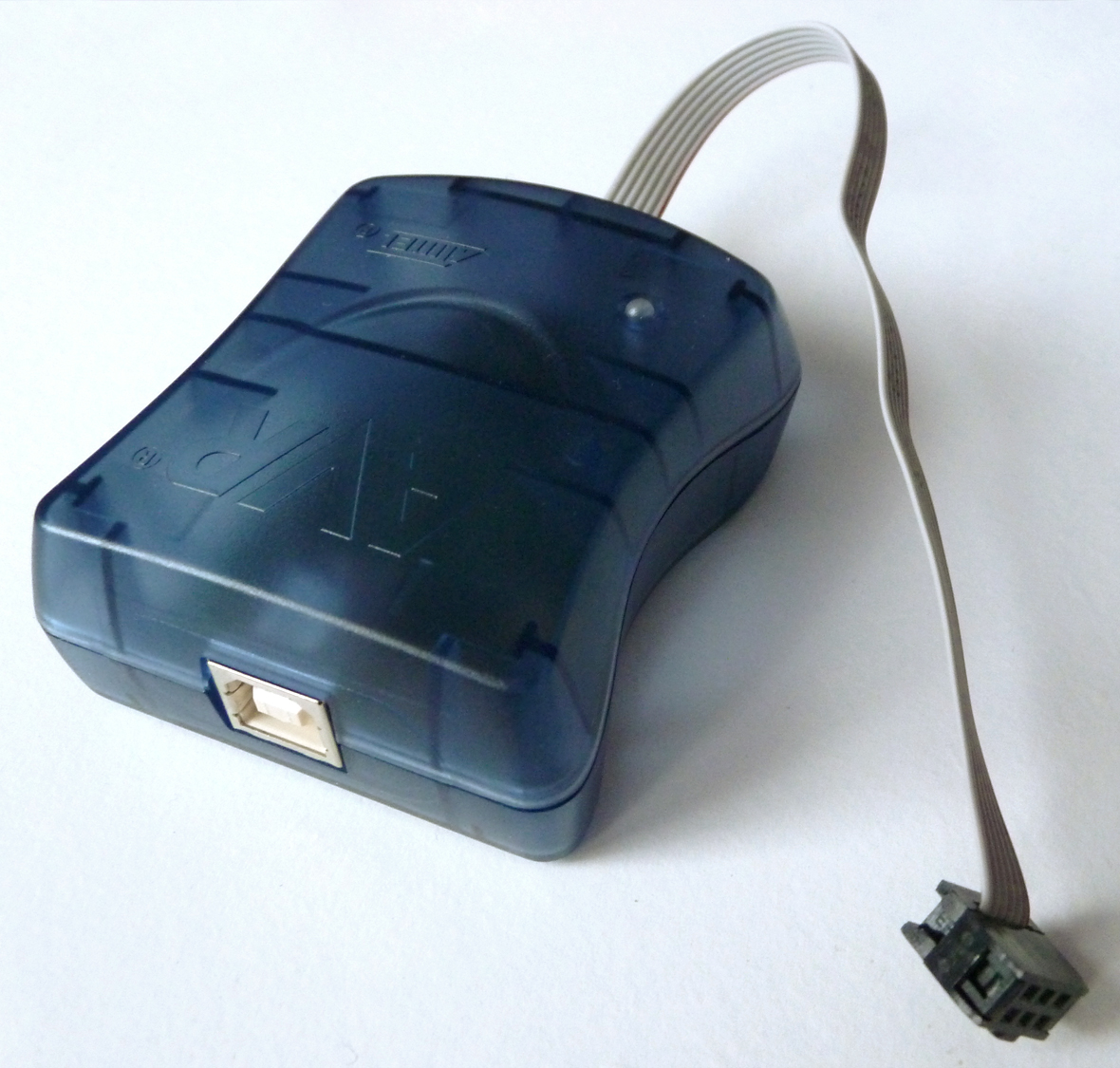
Програматор мікоконтролерів AVR

Програма́тор — пристрій призначений для запису інформації у постійний запам'ятовуючий пристрій.

## Класифікація програматорів

### За типом програмуючих мікросхем
Більшість універсальних програматорів дозволяють працювати з мікросхемами різних типів. Зустрічаються також програматори, що працюють тільки з певним типом мікросхем, наприклад тільки з мікроконтроллерами чи мікросхемами пам'яті. В загальному можна виділити такі групи:
- програматори мікросхем пам'яті (EPROM, EEPROM, FLASH, SRAM, FRAM та ін.)
- програматори мікроконтролерів (внутрішня память типу EPROM, FLASH)
- програматори мікросхем ПЛМ (CPLD та ін.)
- програматори — тестери мікросхем логіки та ін.

### За режимом роботи
- стаціонарний, з підключенням до ПК.
- автономний, без підключення до ПК.

Переважна більшість програматорів, від найпростіших до складних, підтримує стаціонарний режим роботи, тобто з підключенням до ПК. В такому випадку користувач може швидко запрограмувати мікросхему, а програмне забезпечення постійно контролює роботу апаратної частини пристрою.
Програматори з можливістю автономної роботи, дають можливість запрограмувати мікросхему без підключення до ПК. Файл з даними до програмування в таких випадках записується на носій інформації. Найчастіше використовується карти пам'яті типу Compact Flash, SD Flash або флешки USB (USB Flash drive).

### За типом підключення до ПК
Перші програматори були досить громіздкими і повністю автономними. Для набору програми використовувалась клавіатура або комутаційна панель. Таким чином, навіть для програмування найпростішої мікросхеми пам'яті затрачувалось багато часу. Використовувались в основному на підприємствах та у конструкторських центрах де можна було автоматизувати цей процес.
В загальному, підключити програматор до ПК можна через:
- Послідовний порт
- Паралельний порт
- інтерфейсну плату з шиною ISA або PCI
- USB порт
- Ethernet порт

Послідовний та паралельний порти ПК використовувались в промислових програматорах основному до появи інтерфейсу USB. З появою USB швидкість передачі даних відчутно підвищилась. Сучасні професійні програматори використовують для зв'язку з ПК інтерфейси USB та Ethernet.
Водночас прості та некоштовні програматори підключаються до послідовного чи паралельного портів. Програмне забезпечення у цьому разі повинно напряму керувати логічними рівнями сигналів на виходах програматора. Швидкість програмування є досить низькою. Перевагою таких програматорів є простота, оскільки може бути виготовлений в «домашніх умовах».

### За способом програмування мікросхеми
Можна виділити два способи програмування мікросхем:
- програмування у колодці програматора
- програмування безпосередньо в системі

В колодці програматора можна програмувати мікросхеми як з паралельним так і з послідовним інтерфейсом програмування. Паралельне програмування підтримують мікросхеми пам'яті типу EPROM, EEPROM, FLASH та ін. Послідовне програмування підтримують мікросхеми з інтерфейсами: JTAG, SPI, I2C, BDM, 1WIRE та ін.
Внутрішньосхемне програмування (In-System Programming) використовується для програмування мікросхем безпосередньо в системі. Досить зручне так як дозволяє швидко перепрограмувати мікросхему без зайвого виймання з плати. Крім того деякі програматори підтримують відладку через JTAG інтерфейс, зокрема контролерів з ядром ARM.

### За продуктивністю, кількістю мікросхем, що одночасно програмуються
- програматори з поєдинчим програмуванням
- програматори типу Gang для програмування 2-20 мікросхем одночасно
- високопродуктивні програматори копіювальники

| - Програматор для поєдинчого програмування - Програматор для програмування 4 мікросхем одночасно - Високопродуктивний програматор копіювальник |
| Програмне забезпечення програматорів |

## Програмне забезпечення програматора
Стандартним набір функцій програматора включає:
- читання
- стирання
- контроль чистоти
- програмування
- верифікація
- конфігурація

Деякі програматори мають функцію автоматичного програмування, котра дозволяє виконувати декілька функцій послідовно. Наприклад стерти мікросхему, провірити чистоту, запрограмувати дані, провірити запрограмовані дані, запрограмувати захист. Всі ці функції можна активізувати одною клавішею.
Досить важливою особливістю ПО є також можливість редагування буфера даних. Професійні програматори мають:
- можливість редагування даних у двійковій, десятковій, шістнадцятковій системах числення.
- пошук даних у буфері
- заповнення буфера константами, послідовно зростаючими та випадковими числами.
- декілька способів підрахунку контрольних сум.

|                                      |
| Програмне забезпечення програматорів |